# Manuel Pereira
Manuel Pereira Senabre (né le 18 juin 1961 à Madrid) est un escrimeur espagnol, pratiquant l'épée. C'est le père de Yulen Pereira.
Il est champion du monde en 1989.